# Mistrzostwa Europy w Lekkoatletyce 1974 – bieg na 200 m mężczyzn

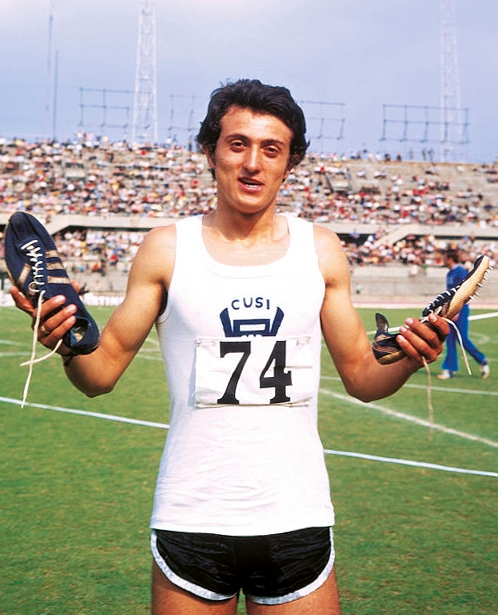
Pietro Mennea

Bieg na dystansie 200 metrów mężczyzn był jedną z konkurencji rozgrywanych podczas XI Mistrzostw Europy w Rzymie. Biegi eliminacyjne zostały rozegrane 4 września, a biegi półfinałowe i bieg finałowy 6 września 1974 roku. Zwycięzcą tej konkurencji został reprezentant Włoch Pietro Mennea. W rywalizacji wzięło udział dwudziestu ośmiu zawodników z czternastu reprezentacji.

## Rekordy
| Rekord świata     | Tommie Smith (USA)   | 19,8  | Meksyk, Meksyk      | 16.10.1968 |
| Rekord Europy     | Wałerij Borzow (SUN) | 20,00 | Monachium, RFN      | 04.09.1972 |
| Rekord mistrzostw | Wałerij Borzow (SUN) | 20,31 | Helsinki, Finlandia | 13.08.1971 |

## Wyniki

### Eliminacje
Rozegrano pięć biegów eliminacyjnych. Do półfinałów awansowało po trzech najlepszych zawodników każdego biegu eliminacyjnego (Q), a także jeden spośród pozostałych z najlepszym czasem (q).
Bieg 1
| Miejsce | Zawodnik           | Czas  | Uwagi |
| ------- | ------------------ | ----- | ----- |
| 1       | Bruno Cherrier     | 20,96 | Q     |
| 2       | Luigi Benedetti    | 21,11 | Q     |
| 3       | Raymond Heerenveen | 21,24 | Q     |
| 4       | Chris Monk         | 21,25 | q     |
| 5       | Jaroslav Matoušek  | 21,36 |       |
| 6       | Robert Tempel      | 21,51 |       |
| 7       | Marek Bedyński     | 21,53 |       |

Bieg 2
| Miejsce | Zawodnik            | Czas  | Uwagi |
| ------- | ------------------- | ----- | ----- |
| 1       | Hans-Jürgen Bombach | 21,04 | Q     |
| 2       | Joseph Arame        | 21,09 | Q     |
| 3       | Ainsley Bennett     | 21,13 | Q     |
| 4       | Marian Woronin      | 21,60 |       |

Bieg 3
| Miejsce | Zawodnik      | Czas  | Uwagi |
| ------- | ------------- | ----- | ----- |
| 1       | Manfred Ommer | 21,23 | Q     |
| 2       | Pietro Mennea | 21,24 | Q     |
| 3       | Peter Muster  | 21,41 | Q     |
| 4       | Petyr Petrow  | 21,49 |       |
| 5       | Tibor Farkas  | 22,06 |       |

Bieg 4
| Miejsce | Zawodnik          | Czas  | Uwagi |
| ------- | ----------------- | ----- | ----- |
| 1       | Hans-Joachim Zenk | 21,30 | Q     |
| 2       | Philippe Leroux   | 21,40 | Q     |
| 3       | Steve Green       | 21,54 | Q     |
| 4       | Luis Sarría       | 21,54 |       |
| 5       | Zenon Nowosz      | 21,67 |       |
| 6       | Marian Králik     | 21,67 |       |

Bieg 5
| Miejsce | Zawodnik               | Czas  | Uwagi |
| ------- | ---------------------- | ----- | ----- |
| 1       | Franz-Peter Hofmeister | 21,03 | Q     |
| 2       | Thorsten Johansson     | 21,34 | Q     |
| 3       | Antti Rajamäki         | 21,48 | Q     |
| 4       | Norberto Oliosi        | 21,54 |       |
| 5       | Miguel Arnau           | 21,72 |       |
| 6       | Jiří Kynos             | 22,38 |       |

### Półfinały
Rozegrano dwa półfinały. Do finału awansowało po czterech najlepszych zawodników każdego biegu półfinałowego (Q).
Półfinał 1
| Miejsce | Zawodnik            | Czas  | Uwagi |
| ------- | ------------------- | ----- | ----- |
| 1       | Hans-Jürgen Bombach | 20,81 | Q     |
| 2       | Manfred Ommer       | 20,92 | Q     |
| 3       | Bruno Cherrier      | 20,94 | Q     |
| 4       | Antti Rajamäki      | 20,97 | Q     |
| 5       | Luigi Benedetti     | 21,11 |       |
| 6       | Philippe Leroux     | 21,22 |       |
| 7       | Thorsten Johansson  | 21,26 |       |
| 8       | Chris Monk          | 21,32 |       |

Półfinał 2
| Miejsce | Zawodnik               | Czas  | Uwagi |
| ------- | ---------------------- | ----- | ----- |
| 1       | Pietro Mennea          | 20,83 | Q     |
| 2       | Franz-Peter Hofmeister | 21,09 | Q     |
| 3       | Joseph Arame           | 21,16 | Q     |
| 4       | Ainsley Bennett        | 21,23 | Q     |
| 5       | Raymond Heerenveen     | 21,44 |       |
| 6       | Hans-Joachim Zenk      | 21,46 |       |
| 7       | Steve Green            | 21,52 |       |
| 8       | Peter Muster           | 77,41 |       |

### Finał
| Miejsce | Zawodnik               | Czas  |
| ------- | ---------------------- | ----- |
| 1       | Pietro Mennea          | 20,60 |
| 2       | Manfred Ommer          | 20,76 |
| 3       | Hans-Jürgen Bombach    | 20,83 |
| 4       | Joseph Arame           | 20,87 |
| 5       | Franz-Peter Hofmeister | 20,93 |
| 6       | Bruno Cherrier         | 21,02 |
| 7       | Ainsley Bennett        | 21,29 |
| –       | Antti Rajamäki         | DNS   |